# Gemerský Sad
Gemerský Sad (maďarsky Gömörliget) je obec v okrese Revúca na Slovensku. Leží na západním svahu Slovenského krasu ve Slovenském rudohoří,

## Historie
Obec vznikla v roce 1960 sloučením obcí Mikolčany (maďarsky Mikolcsány) a Nováčany (maďarsky Gömörnánás , do roku 1907 Nasztraj).
První písemná zmínka o Mikolčanech (jako o osadě Mychouka) je z roku 1337, ale vznikla již pravděpodobně ve 13. století. V letech 1984 až 1987 se v nováčanském katastru nedaleko samoty Šomkút (Drienková studna) vedl archeologický výzkum, během kterého byla objevena pec na pálení železné rudy z 11. století, dobová keramika a nástroje. Osada Šomkút je písemně doložena v roce 1243. Obyvatelé se zabývali zemědělstvím, v 18. a 19. století hrnčířstvím.
Do roku 1918 bylo území obce součástí Uherska. V důsledku první vídeňské arbitráže bylo v letech 1938 až 1944 součástí Maďarska. Při sčítání lidu v roce 2011 žilo v Gemerském Sadu 286 obyvatel, z toho 135 Maďarů, 132 Slováků, dva Češi a jeden Rom; 16 obyvatel neuvedlo žádné informace o své etnické příslušnosti.

## Církevní stavby
V části Nováčany je reformovaný kostel z roku 1787.